# Это не может случиться здесь
«Это не может случиться здесь» (швед. Sånt händer inte här, также существуют варианты названия «Такого здесь не бывает» и «У нас такого не бывает») — фильм шведского режиссёра Ингмара Бергмана, вышедший в 1950 году по роману «В течение двенадцати часов» Петера Валентина.

## Сюжет
Швецию наводнили беженцы из диктаторской страны Ликвидании, одна из них — химик Вера. Муж Веры, Аткэ Натас — шпион, работающий на диктаторский режим. Впрочем, у него созрела мысль бежать в США с важными документами. Он держит Веру в подчинении, пообещав ей переправить её родителей, остающихся в Ликвидании, в Швецию. Но он не держит обещания. Надежда на вызволение родителей потеряна. Вера решает убить мужа. Пока он спит, она протыкает ему позвоночник иглой, чтобы повредить спинной мозг, похищает документы и вызывает врача, чтобы замести следы. Но неожиданно тело Натаса пропадает — шпионы Ликвидании похитили его.
Укол Веры оказался не смертелен, Натас остался жив. Он в руках шпионов Ликвидании. Они подозревают его в измене, но готовы забыть об этом, если он поможет схватить Веру и вернуть документы. Несмотря на помощь своего любовника, полицейского Альмквиста, Вера оказывается в руках шпионов. Начинается погоня. Пользуясь неразберихой, Натас пытается сбежать, но его настигают, в страхе перед пытками он кончает жизнь самоубийством.
Вера на ликвиданском судне, её должны отправить на родину. Но полицейские во главе с Альмквистом вызволяют её из рук палачей.

## В ролях
- Сигне Хассо — Вера[1]
- Альф Челлин — Альмквист
- Ульф Пальме — Аткэ Натас
- Йоста Седерлунд — врач
- Унгве Нурдвалль — Линделль
- Стиг Улин — молодой человек
- Рагнар Кланге — Филип Рюндблюм
- Ханну Компус — священник
- Сильвия Тель — Ваня
- Эльс Ворман — беженка
- Рудольф Липп — «Тень»

## История создания
«Свенск Фильминдустри» намеревалась снять шпионский триллер, надеясь на успех не только в Швеции, но и за рубежом. Ради это цели на главную женскую роль была приглашена голливудская звезда, шведская актриса Сигне Хассо. Фильм снимался в двух вариантах на шведском и английском. В качестве режиссёра был выбран Ингмар Бергман.
Но Бергман, поначалу вполне благожелательно относившийся к данной работе, потерял к ней интерес, посчитав сюжет ленты легкомысленным, «чуть ли не непристойным». Он даже хотел прекратить съёмки, но руководство не пошло на этот шаг. Кроме того, съёмки осложнялись болезнями Сигне Хассо и Бергмана.
Премьера состоялась 23 октября 1950 в кинотеатре «Рёда Кварн», но картина в прокате провалилась.
Бергман считал этот фильм самой позорной своей работой.

## Дополнительные факты
- Аткэ Натас (Atkä Natas) — анаграмма для шведского «Äkta Satan», настоящий сатана.